# Wstęp wzbroniony
Wstęp wzbroniony – amerykański film sensacyjny z 1992 roku.

## Obsada
- Bill Paxton jako Vince Gillian
- Ice-T jako King James
- William Sadler jako Don Perry
- Ice Cube jako Savon
- Art Evans jako Bradlee
- De’voreaux White jako Lucky
- Bruce A. Young jako Raymond
- Glenn Plummer jako Luther
- Stoney Jackson jako Wickey
- T.E. Russell jako Video
- Tommy Lister Jr. jako Cletus
- John Toles-Bey jako Goose